# Praskowia Sałtykowa
Praskowia Fiodorowna Sałtykowa, ros. Прасковья Фёдоровна Салтыкова (ur. 12 października?/22 października 1664, zm. 13 października?/24 października 1723) – caryca Rosji, żona cara Iwana V Romanowa, matka cesarzowej Anny Iwanowny.

## Rodzina
Praskowia była córką Fiodora Piotrowicza Sałtykowa i Anny Michajłownej Tatiszczewej. 9 stycznia?/19 stycznia 1684 w Moskwie poślubiła cara Rosji Iwana V. Para miała pięć córek.
- Dzieci Praskowi i Iwana[a]:

1. Maria Iwanowna (ur. 21 marca 1689, zm. 13 lutego 1692).
2. Fedozja Iwanowna (ur. 4 czerwca 1690, zm. 12 maja 1691).
3. Katarzyna Iwanowna (ur. 29 października 1691, zm. 14 czerwca 1733), w 1716 poślubiła księcia Karola Lepolda Mecklenburg-Schwerin. Jej wnuk zasiadał na tronie jako cesarz Rosji Iwan VI Romanow.
4. Anna Iwanowna Romanowa (ur. 28 stycznia 1693, zm. 17 października 1740), w 1710 wyszła za mąż za 
Fryderyka Wilhelma Kettlera (1692-1711) księcia Kurlandii i Semigalii, od 1730 cesarzowa Rosji.
5. Praskowia Iwanowna (ur. 24 września 1694, zm. 8 października 1731) jej mężem został Iwan Ilicz Dmitriew Mamonow (1680-1730)[7]. Para miała jedno dziecko, które zmarło w dzieciństwie.

Została pochowana w Ławrze Aleksandra Newskiego w Petersburgu.